# Islote Gayón
Islote Gayón är en ö i Guatemala.   Den ligger i departementet Departamento de Escuintla, i den södra delen av landet, 80 km söder om huvudstaden Guatemala City.